# VVB Werkzeugmaschinen und Werkzeuge

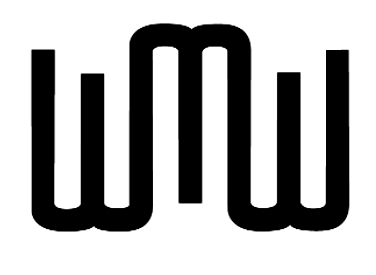
Schriftzug der VVB Werkzeugmaschinen und Werkzeuge

Die VVB Werkzeugmaschinen und Werkzeuge (WMW) war die Vereinigung der Volkseigenen Betriebe der DDR aus der Werkzeugmaschinen- und Werkzeugbranche.

## Gliederung

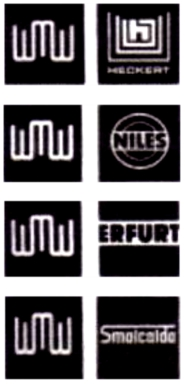
Logos der vier Kombinate der VVB WMW: Heckert, Niles, Erfurt und Smalcalda

WMW umfasste zuletzt die folgenden vier Kombinate, die nach Auflösung der VVB eigenständig unterhalb des zuständigen Industrieministeriums für die Leitung des Industriezweigs zuständig waren:
- Werkzeugmaschinenkombinat „Fritz Heckert“ Karl-Marx-Stadt (Heckert)
- Werkzeugmaschinenkombinat „7. Oktober“ Berlin (Niles)
- Kombinat Umformtechnik  „Herbert Warnke“ Erfurt (Erfurt)
- Werkzeugkombinat Schmalkalden (Smalcalda)

| Kombinat                  | Heckert | Niles | Erfurt | Smalcalda |
| ------------------------- | --- | --- | --- | --- |
| Schwerpunkte              | Problemlösungen und Produktion von Werkzeugmaschinen für die Bearbeitung von prismatischen oder gehäuseförmigen Teilen | Problemlösungen und Produktion von Werkzeugmaschinen für die Bearbeitung von rotationssymmetrischen Teilen | Problemlösungen und Produktion von Werkzeugmaschinen für die umformende Bearbeitung von Blech- und Massivteilen | Produktion von Werkzeugen, Werkzeug- und Werkstückspannern sowie Werkzeuginstandhaltungsmaschinen |
| Produkte                  | - Fräsmaschinen - Bohrwerke - Stoßmaschinen - Hobelmaschinen - Räummaschinen | - Drehmaschine - Schleifmaschinen | - mechanische und hydraulische Pressen - Walzwerke - Tafelscheren - Kunststoff-Verarbeitungsmaschinen | - Werkzeuge |
| Zahl der Betriebe         | 36 | | 13 | 20 |
| Mitarbeiterzahl           | 21.000 | 23.000 | 19.000 | 15.000 |
| Stammbetrieb              | VEB Fritz-Heckert-Werk | VEB Großdrehmaschinenbau „7. Oktober“ Berlin | VEB Umformtechnik „Herbert Warnke“ Erfurt | VEB Werkzeugunion Steinbach-Hallenberg, VEB Werkzeug- und Besteckfabriken Schmalkalden |
| weitere wichtige Betriebe | - VEB WEMA Union Karl-Marx-Stadt - Leipziger Fräsmaschinen-VEB - VEB Bohrmaschinenbau Karl-Marx-Stadt - VEB „Mikromat“ Dresden - VEB „Numerik“ Karl-Marx-Stadt - VEB Vorrichtungsbau Weißenfels - VEB TIW Rauenstein - VEB Werkzeugmaschinenfabrik Auerbach - VEB Werkzeugmaschinenfabrik Saalfeld - VEB Werkzeugmaschinenfabrik Aschersleben | - VEB Großdrehmaschinenbau „8. Mai“ Karl-Marx-Stadt - VEB „Rasoma“ Döbeln - VEB „WEMA“ Glauchau - Berliner Werkzeug-maschinenfabrik (BWF) Berlin-Marzahn - VEB „Mikrosa“ Leipzig - VEB Schleifkörper-Union Dresden - VEB Drehmaschinenwerk Leipzig | - VEB Blechbearbeitungsmaschinenwerk Aue - VEB Werkzeugmaschinenfabrik Bad Düben - VEB Werkzeugmaschinenfabrik Zeulenroda - VEB Formenbau Schwarzenberg - VEB Auer Werkzeugbau - VEB Pressenwerk Bad Salzungen - VEB Blechbearbeitungsmaschinenwerk Gotha - VEB Pressenbau Dessau - VEB Werkzeugmaschinenfabrik Triebes | - VEB Werkzeugfabrik Radebeul - VEB Werkzeugfabrik Altenburg - VEB Preßluftwerkzeuge Niles Berlin - VEB Hartmetallwerk Immelborn - VEB Präzisionswerkzeuge Schmölln - VEB Elektrowerkzeuge Sebnitz - VEB August-Bebel-Werk Zella-Mehlis - VEB Spezialwerkzeugfabrik Zella-Mehlis - VEB Werkzeugschmiede Großschönau |
| Forschungsinstitut        | Forschungszentrum des Werkzeugmaschinenbaues Karl-Marx-Stadt | | Forschungszentrum für Umformverfahren Zwickau | Zentrales Forschungszentrum der Werkzeugindustrie Schmalkalden |

## Geschichte
Die VVB WMW wurde 1948 in Siegmar-Schönau (heute zu Chemnitz) als „Vereinigung volkseigener Betriebe des Werkzeugmaschinenbaus“ zur staatlichen Leitung und Planung des Werkzeugmaschinenbaus der DDR gegründet. Ihren Sitz hatte WMW auf dem Betriebsgelände des Büromaschinenwerkes Wanderer-Continental. Ziel war die schnellstmögliche Wiederherstellung vorhandener Produktionskapazitäten, welche durch den Zweiten Weltkrieg und die bis 1949 andauernde Demontage von Produktionsanlagen durch die Sowjetunion stark dezimiert waren. Im gesamten Ostblock bestand zu diesem Zeitpunkt ein enormer Bedarf an Werkzeugmaschinen, da diese die Produktionsmittelbasis für die Schwerindustrie und viele weitere Industrien darstellen. Auch die Organisation und Kontrolle der Werkzeugmaschinenindustrie nach sowjetischem Vorbild gehörten zu den Kernaufgaben der VVB WMW. Einer der Ersten, die am Aufbau der Vereinigung mitwirkten war Willy Nebel.
1968 wurde die VVB Werkzeugmaschinen aufgelöst. Nachfolger wurden die drei Kombinate des Werkzeugmaschinenbaues und das Kombinat für Werkzeuge und Vorrichtungen. Diese unterstanden direkt dem Ministerium für Werkzeug- und Verarbeitungsmaschinenbau der DDR. Mit der Kombinatsgründung sollte die Produktionsorganisation verbessert und die Produktion effizienter gestaltet werden. Die Produkte wurde aber weiterhin unter der Marke WMW vertrieben. Die Zahl der eingegliederten Betriebe stieg stetig an. Zum Ende der DDR im Jahr 1989 waren in den vier Kombinaten insgesamt ca. 80.000 Mitarbeiter beschäftigt.

## Außenhandelsmonopol

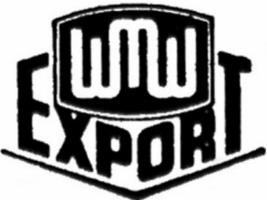
Logo des Volkseigenen Außenhandelsbetriebs „WMW Export“

Als Nachfolger des 1948 gegründeten „Deutsche Innen- und Außenhandel Maschinen“, des ersten zentralen Außenhandelsunternehmens der DDR, hatte der Volkseigene Außenhandelsbetrieb WMW Export das Außenhandelsmonopol der DDR für Werkzeugmaschinen und Werkzeuge inne. Der VE AHB „WMW Export“ wurde 1950 in Berlin als „WMW Export Werkzeugmaschinen Metallwaren Werkzeuge Deutscher Innen- und Außenhandel“ gegründet.

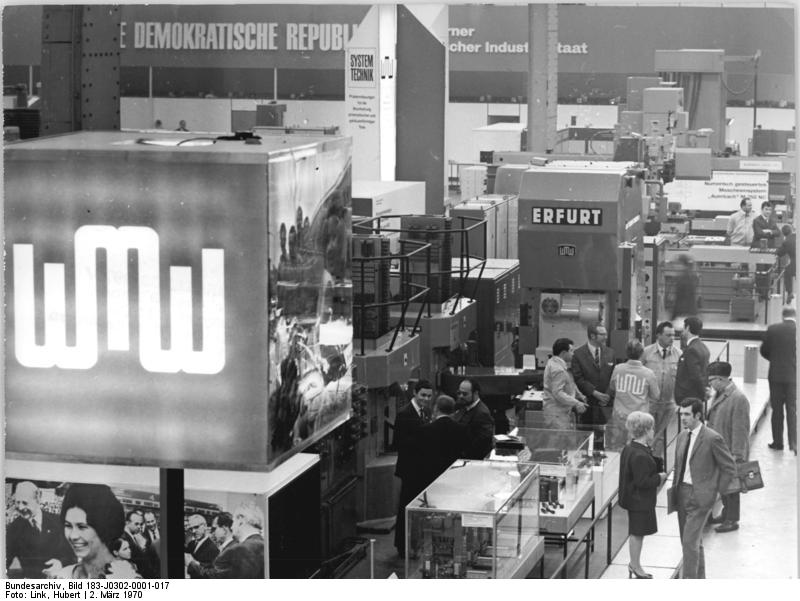
Messestand von WMW mit Walzwerk des Kombinates Erfurt auf der Leipziger Frühjahrsmesse 1970

Da der Werkzeugmaschinenbau eine sehr kundenorientierte Branche ist, wurden beim AHB WMW Export im Gegensatz zu anderen Außenhandelsbetrieben die produzierenden Betriebe in die Handelstätigkeit einbezogen. So konnte bereits bei der Entwicklung, wie auch der Erprobung und Fertigung auf Anforderungen der Kunden eingegangen werden. Auf Messen repräsentierte der AHB WMW Export alle im VVB WMW organisierten Firmen.
In den 60er Jahren wurden ca. 55 % aller in der VVB WMW produzierten Maschinen exportiert, bis zum Ende der DDR stieg der Anteil auf 70 %. Dabei machten die Sowjetunion und die anderen Sozialistischen Länder ca. 70–80 % des Gesamtexportes aus. Die Lieferungen ins sozialistische Ausland erfolgten nach strengen Planvorgaben. Auch im Nichtsozialistischen Wirtschaftsgebiet (NSW) war die Nachfrage nach den hochwertigen und innovativen Maschinen groß. Durch diese Exporte versuchte die DDR ihren dringenden Bedarf an Devisen zu decken. Aufgrund der hohen Exportquoten reichte die Produktion jedoch nicht aus, um den internen Bedarf der DDR an Werkzeugmaschinen zu decken, was zur typischen Mangelwirtschaft führte. Oftmals mussten minderwertigere Maschinen aus anderen sozialistischen Ländern importiert werden.
WMW Export unterhielt in allen für den Export wichtigen Ländern Kundendienststützpunkte, sogenannte „technisch-kommerzielle Büros“. Neben Verkäufern und Kundendienstingenieuren waren dort Monteure aus den Herstellerbetrieben für den Kundenkontakt stationiert. Im nichtsozialistischen Ausland wurde WMW Export durch private Vertreterfirmen repräsentiert und vertreten. In den über 25 Ländern waren stets im Schnitt 250 Verkaufsingenieure und über 200 Servicemonteure unterwegs.

## Logo
Nach der Gründung der DDR wurde WMW in vielen Ländern als Warenzeichen für Werkzeugmaschinen und Werkzeuge geschützt. Nach der deutschen Wiedervereinigung wurde das Logo von keiner der zugehörigen Firmen weiterverwendet. 1998 änderte der rumänische Werkzeugmaschinenhersteller The Commercial Company Machine Tools S.A. seinen Namen zu World Machinery Works S.A. und vertreibt seit dem seine Werkzeugmaschinen unter dem alten, in Deutschland zwischenzeitlich in Vergessenheit geratenem, WMW-Logo. Es gelang dem Unternehmen unter dem Markenzeichen der einstigen Weltmarke an deren Erfolge anzuknüpfen.
Die Schweizer Starrag Group, deren Tochterunternehmen Heckert GmbH aus dem Stammbetrieb des Fritz-Heckert-Kombinats hervorgegangen ist, hat sich die weltweiten Rechte am WMW-Logo gesichert und vertreibt unter dieser Markenbezeichnung speziell auf den indischen Markt abgestimmte Bearbeitungszentren. Lediglich in Rumänien liegen die Markenrechte weiterhin bei World Machinery Works S.A.